# Pseudostichopus nudus
Pseudostichopus nudus är en sjögurkeart som beskrevs av Ohshima 1915. Pseudostichopus nudus ingår i släktet Pseudostichopus och familjen slangsjögurkor. Inga underarter finns listade i Catalogue of Life.